# Gish gallop

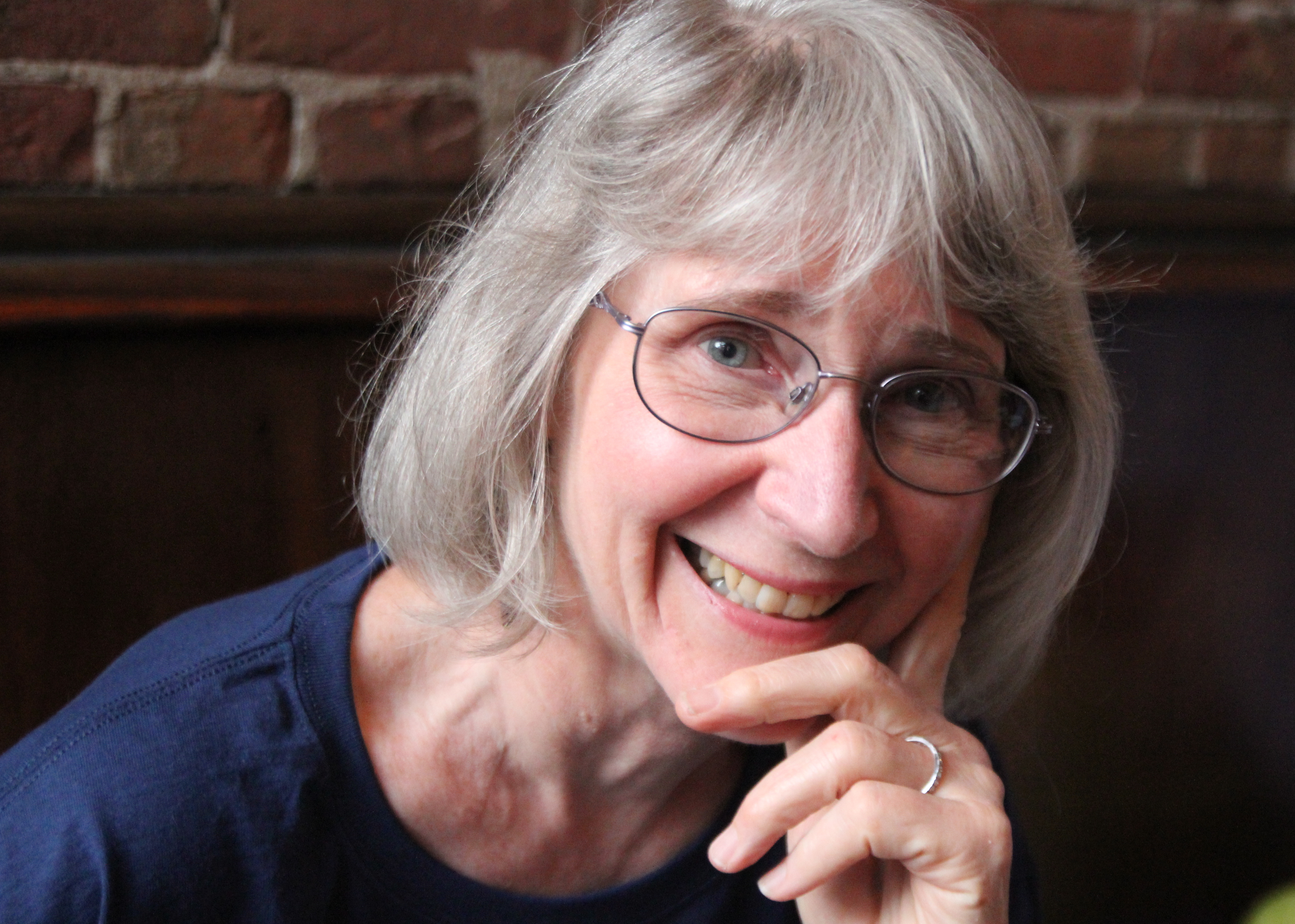
Eugenie Scott, encunyadora del terme.

El galop de Gish (Gish gallop) és una estratègia retòrica utilitzada en els debats que se centra a aclaparar l'oponent amb el màxim d'arguments possibles, independentment de la qualitat, veracitat o força dels arguments. Es considera un tipus de fal·làcia o metafal·làcia. El terme va ser encunyat per Eugenie Scott i va rebre el nom del creacionista Duane Gish, que va utilitzar la tècnica amb freqüència en els debats sobre l'evolució.

## Tècnica i contramesures
Durant un galop de Gish, el debatent pronuncia una ràpida successió de fal·làcies, mitges veritats i tergiversacions en un curt espai de temps, cosa que fa impossible que l'oponent les refuti totes en el format d'un debat.A la pràctica, es necessita molt més temps per refutar un mal argument que per afirmar-lo. La tècnica ocupa tot el temps de l'oponent i pot fer semblar que és incapaç de refutar tots els punts, especialment a un públic que no està familiaritzat amb la tècnica, especialment si no hi ha una verificació independent o si l'audiència no està familiaritzada amb el problema en qüestió que s'està discutint.
En general, és més difícil utilitzar el galop de Gish en un debat estructurat que en un de lliure. Si un debatent sap que s'enfrontarà a un oponent conegut per utilitzar aquesta tècnica, pot anticipar i refutar els arguments coneguts de l'oponent, abans que aquest pugui iniciar el seu galop de Gish.